# Edgartown

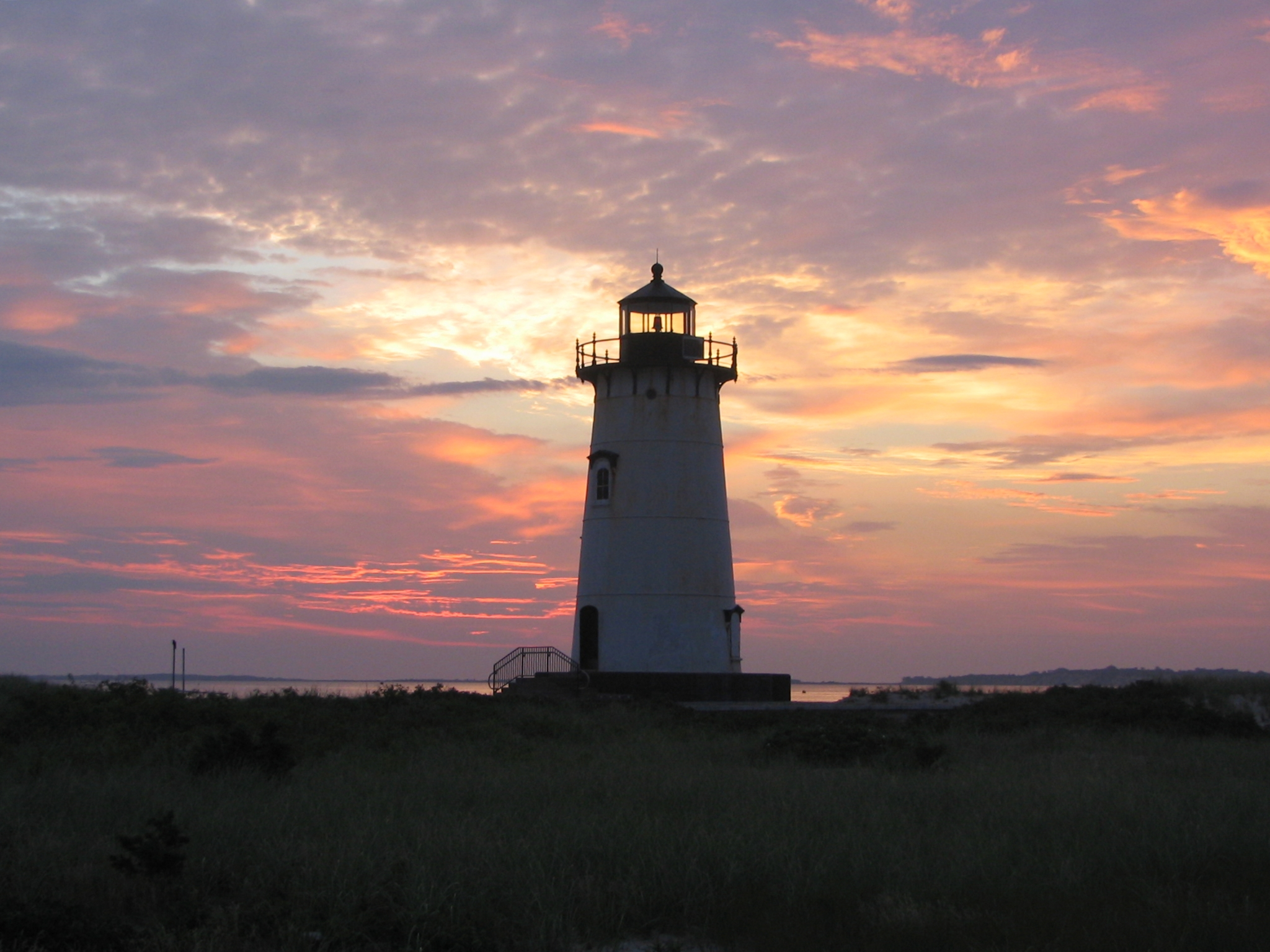

Edgartown är en kommun (town) på ön Martha's Vineyard i Dukes County i delstaten  Massachusetts, USA med cirka 3 779 invånare (2000). Edgartown är administrativ huvudort (county seat) i Dukes County. 